# Miseta Attila
Miseta Attila János (Kaposvár, 1960. január 26. – ) magyar laboratóriumi szakorvos, biokémikus, egyetemi oktató, a Pécsi Tudományegyetem rektora, a Magyar Laboratóriumi Diagnosztikai Társaság megválasztott elnöke.

## Élete
A Somogy megyei Gölle községben nevelkedett és végezte általános iskolai tanulmányait. Szülei Dr. Miseta János gyógyszerész és Miseta Jánosné (szül. Csermag Etelka) gyógyszertári asszisztens. 1974-től a Kaposvári Táncsics Mihály Gimnázium tanulója volt, ahol nagy hatással vannak rá tanárai közül Kontra József (kémia), Kis Zoltán (matematika, fizika) és Miklós Endre (történelem). 1978-ban felvételt nyert a Pécsi Orvostudományi Egyetem általános orvostudományi szakára. Itt elsőéves korától a Klinikai Kémiai Intézet tudományos diákköröse volt Dr. Kellermayer Miklós témavezetése mellett. A só- és vízháztartás sejtszintű szabályozásával foglalkozott, pályamunkájával kiemelt első díjat nyert. Ugyanitt kezdte meg szakmai pályafutását gyakornokként, majd tanársegédként. A kötelező katonaorvosi szolgálatát részben Pécsett, részben pedig a Nagykanizsai Dózsa Laktanyában töltötte. Felesége Dr. Sipos Katalin orvos, gyermekeik Ildikó (gyógyszerész) 1987, Miklós (gépész, energetikus mérnök) 1990 és Krisztina (közgazdász) 1993.  
1988-ban az Amerikai Egyesült Államokban (Jackson, MS.) kapott állást, ahol a University of Mississippi Medical Center Biokémiai Intézetében Lawrence Ira Slobin munkacsoportjában dolgozott molekuláris biológiai témakörben (mRNS-kötő fehérjék). 1990 nyarán tért haza, ahol rögtön tagja lett az egyetem reformbizottságának, melyet Kelényi Gábor vezetett. 1990-től 1995-ig a Wellcome Trust, British Council, illetve a Royal Society támogatásaival évente néhány hónapot töltött az Aberdeeni Egyetem patológiai intézetében Denys Neville Wheatley laboratóriumában. 1995-ben PhD téziseit megvédte, majd látogató professzorként az Alabamai Egyetem (University of Alabama at Birmingham) mikrobiológiai intézetében dolgozott David M. Bedwell laboratóriumában. 1998 nyarán tért haza és folytatta tevékenységét anyaintézetében. 1999-ben laboratóriumi szakorvos képesítést szerzett, 2000-ben habilitált.
2003-ban a PTE Általános Orvostudományi Kar TDK vezetője volt. Vezetése mellett a kar az abszolút első helyet szerezte meg a debreceni OTDK-n. 2004-ben megszerezte az MTA „Orvostudományok Doktora” címet a kalcium jelátviteli mechanizmusainak molekuláris biológiai vonatkozásait feltáró kutatásaival. 2006-ban gazdálkodási és diákjóléti dékánhelyettes lett Dr. Németh Péter dékán csapatában. Nagy hangsúlyt fektetett kollégáival együtt a kar gazdálkodására, valamint a pályázati aktivitás fokozása mellett az idegen nyelvű képzés felfuttatására. 2010-ben dékánná választották, majd 2014-ben csaknem egyhangúlag újra dékánná választották, amire a kar (korábban orvosegyetem) rendszerváltás utáni történetében nem volt példa.  
Dékáni periódusa alatt nagy hangsúlyt fektetett a karon belüli ellentétek elsimítására. A hallgatói létszám növelésének hatásaként a magyar és külföldi hallgatói létszámok jelentősen emelkedtek, a kar az egyetem legnagyobb hallgatói létszámot felmutató egységévé vált. Hatékonyan lobbizott az orvosképzés feltételeinek javításáért, ennek fő eredménye 2015-ben az orvos- és egészségtudományi fejlesztésekre kapott Modern Városok Program-támogatás, melyben megnyílott a lehetőség az ÁOK új oktató épületének felépítésére. Emellett pályázati forrásokból megnyílt a lehetőség egy új Fogászati Oktató Központ, a Skill Labor és az Állatház kialakítására. Ugyancsak, saját forrásból alakították ki az Entz Béla Oktató Központot, valamint újították fel a Szigeti úti oktató tömb 4. emeletének jelentős részét, ahol oktatási célokat szolgáló termek és modern Skill Labor kerültek kialakításra.  
2016-ban megalakult az önálló Gyógyszerésztudományi Kar, melynek létrehozásában Dr. Szolcsányi János akadémikus, Dr. Botz Lajos főgyógyszerész és Dr. Perjési Pál, a szak akkori vezetője is igen fontos szerepet játszottak. A kar gazdálkodási pozícióját és tekintélyét jelzi, hogy a 2006-os 600MFt-os fizetős képzési bevétel 2018-ra meghaladta a 7000MFt-ot. A kar tudományos teljesítménye is növekedett, melyet komplex, minden korosztályra kiterjedő ösztönző rendszer támogatott. 
Vezetése alatt nagy hangsúlyt fektetett a hallgatók és dolgozók kulturális és sporttevékenységére, melynek eredményeként számos új rendezvény szponzora lett a kar (Arts in Med esték, kiállítások, adventi és tavaszi koncertek). A kar hallgatói a Medikus Kupák összetett első helyét számos alkalommal hódították el, melyben Téczely Tamás a Testnevelés- és Mozgásközpont egykori vezetője és kollégái szereztek edzői és menedzseri érdemeket. Jelentős figyelem fordult a külhoni orvos és gyógyszerészképzés irányába. A kar több mint száz szenior munkatársa ad rendszeresen egy hetes képzéseket Marosvásárhelyen, miközben több száz erdélyi magyar és néhány tucat román hallgató vesz részt részképzéseken Pécsett. 
2018-as rektori kinevezése óta kísérletet tett arra, hogy a tapasztalata szerinti jó gyakorlatokat a kari sajátosságok figyelembe vételével átvigye az egyetem más egységeire is. Szorgalmazta a duális és gyakorlatorientált képzések fejlesztését, a vállalati kapcsolatok erősítését (EON, Hauni, Kontakt Elektro Kft., IT stb.). A tudományos teljesítmények ösztönzésére szolgáló karspecifikus rendszerek kiépítésére is fontos hangsúlyt fektetett. Régiós gazdasági fejlesztési tervet dolgozott ki munkatársaival. Szorgalmazza az egészségügyi ellátó rendszer fejlesztését és gazdasági konszolidációját.

## Munkássága
A sejtek só, vízháztartásának vizsgálata: elsősorban az energia metabolizmus és a K+/Na+ egyensúlyok összefüggéseit vizsgálja (PMID: 9826628) Főbb megállapításai: A vörösvértestek K+/Na+ hányadosai szoros korrelációt mutatnak a steady state ATP tartalommal, de nem mutatnak korrelációt a metabolizmus sebességével különböző állatfajokban és vörösvértest K+/Na+ polimorfizmust mutató fajokban (PMID: 8418892). A szemlencse sejtmembrán detergenses megnyitása nem eredményez a híg vizes oldatokra jellemző gyors elektrolit kiegyenlítődést (PMID: 8935157, PMID: 2022694, PMID: 1799442). Leírja az egyes polyoxyetilén vázas detergensek vörösvértesteket permeabilizáló és ozmotikus stresszel kapcsolatos stabilizáló hatását (PMID: 8599663). Leírja az összefüggést a vörösvértestek hemoglobin hidrofil/hidrofób tulajdonságai, a hemoglobin tartalmak és azok ozmotikus rezisztenciája között (PMID: 9826628, PMID: 15951204). Később elsősorban a Ca2+ háztartás molekuláris biológiai aspektusaival foglalkozik. Leírja, hogy a sejten belül a Golgi apparátus és a vakuólumok (lizoszómák) milyen módon szabályozzák a szabad és kötött kalcium szinteket (PMID: 10026219, PMID: 10371152, PMID: 12028380).
Felfedezi, hogy a foszfoglukomutáz (PGM) enzim aktivitása szintén kulcs szerepet játszik a kalcium háztartásban (PMID: 10681519, PMID: 12351653), ami szerepet játszhat olyan kóros folyamatokban, mint a mániás depresszió (PMID: 16259646, 15703203). Elméleti genetikai vizsgálatok révén rájön, hogy a cisztein aminosav mennyisége a törzsfejlődés folyamán folyamatosan emelkedik, korán (Archea bacteria) típusosan fémeket kötő fehérjékben és oxidoredultázokban van jelen (PMID: 10908643).

## Díjak, elismerések[6]
- Markusovszky-emlékplakett (2016)
- Pro Communitate díj (2014) (Adományozó Pécs városa)
- Bálint Péter-díj (2014)
- Báthory István-díj (2013) (Az erdélyi magyar orvosképzés támogatásáért)
- Markusovszky Lajos díj (2004, 2015) (Orvosi Hetilap, Az év kiemelkedő közleményéért)
- Holub József kutatói díj (2001)
- Békési ösztöndíj (2000-2001)

## Fontosabb publikációi
- Csutora P, Strassz A, Boldizsár F, Németh P, Sipos K, Aiello DP, Bedwell DM, Miseta A.: Inhibition of phosphoglucomutase activity by lithium alters cellular calcium homeostasis and signaling in Saccharomyces cerevisiae. Am J Physiol Cell Physiol. 2005 Jul;289(1): C58-67.

- Csutora P, Strassz A, Boldizsár F, Németh P, Sipos K, Aiello DP, Bedwell DM, Miseta A.: Inhibition of phosphoglucomutase activity by lithium alters cellular calcium homeostasis and signaling in Saccharomyces cerevisiae. Am J Physiol Cell Physiol. 2005 Jul;289(1): C58-67.

- Miseta A, Tökés-Füzesi M, Aiello DP, Bedwell DM. A Saccharomyces cerevisiae mutant unable to convert glucose to glucose-6-phosphate accumulates excessive glucose in the endoplasmic reticulum due to core oligosaccharide trimming. Eukaryot Cell. 2003 Jun;2(3):534-41.

- Tökés-Füzesi M, Bedwell DM, Repa I, Sipos K, Sümegi B, Rab A, Miseta A.: Hexose phosphorylation and the putative calcium channel component Mid1p are required for the hexose-induced transient elevation of cytosolic calcium response in Saccharomyces cerevisiae. Mol Microbiol. 2002 Jun;44(5):1299-308.

- Miseta A, Csutora P. Relationship between the occurrence of cysteine in proteins and the complexity of organisms. Mol Biol Evol. 2000 Aug;17(8):1232-9.

- Miseta A, Fu L, Kellermayer R, Buckley J, Bedwell DM.: The Golgi apparatus plays a significant role in the maintenance of Ca2+ homeostasis in the vps33Delta vacuolar biogenesis mutant of Saccharomyces cerevisiae. J Biol Chem. 1999 Feb 26;274(9):5939-47.

- Miseta A, Kellermayer R, Aiello DP, Fu L, Bedwell DM, The vacuolar Ca2+/H+ exchanger Vcx1p/Hum1p tightly controls cytosolic Ca2+ levels in S. cerevisiae FEBS letters 1999 451 (2), 132-136

- Pandur E, Nagy J, Poór Vs, Sarnyai A, Huszár A, Miseta A, Sipos K.: α‐1 Antitrypsin binds preprohepcidin intracellularly and prohepcidin in the serum. FEBS Journal 2009 276 (7), 2012-2021

- Fu L, Miseta A, Hunton D, Marchase RB, Bedwell DM Loss of the major isoform of phosphoglucomutase results in altered calcium homeostasis in Saccharomyces cerevisiae. Journal of Biological Chemistry 2000. 275. (8), 5431-5440

- Pandur E, Sipos K, Grama L, Nagy J, Poór VS, Sétáló G, Miseta A, Fekete Z. Prohepcidin binds to the HAMP promoter and autoregulates its own expression Biochemical Journal 2013 451 (2), 301-311

- Miseta A, Bogner P, Berenyi E, Kellermayer E, Galambos C, Wheatley DN, CameronIL Relationship between cellular ATP, potassium, sodium and magnesium concentrations in mammalian and avian erythrocytes Biochimica et Biophysica Acta (BBA)-Molecular Cell Research 1175 (2), 133-139 [7]